# 北海高新技术产业开发区
北海高新技术产业开发区位于广西壮族自治区北海市，是2015年2月经中国国务院批准升级为国家高新技术产业开发区的高新区，面积25.4平方公里。

## 历史沿革
- 2001年11月：经广西壮族自治区人民政府批准，成立北海高新技术产业开发区。
- 2006年：北海高新技术产业开发区与北海华侨投资开发区合并并通过验收。
- 2015年2月：经国务院批准，北海高新技术产业开发区升级为国家高新技术产业开发区[2]。